# 奉圣夫人
奉圣夫人，是中国明清皇室册封皇帝乳母的封号。
明代最为著名的奉圣夫人是明熹宗乳母客氏。清朝康熙十六年（1677年）秋，顺治帝乳母朴氏获封奉圣夫人，待遇为公夫人品级。
乾隆年间开始，对宫廷内外实行严格的隔离制度，外界很难知晓后宫之事。外界普遍误以为皇帝乳母不再获得夫人的位号。实际上，有咸丰帝乳母谢氏受封为娴敏夫人的实例。